# The Stones of Blood
The Stones of Blood (Les Pierres de Sang) est le centième épisode de la première série de la série télévisée britannique de science-fiction Doctor Who. Troisième épisode de la seizième saison, il continue l'arc narratif de la « Clef du Temps » et fut originellement diffusé en quatre parties du 28 octobre au 18 novembre 1978.

## Accroche
Le Docteur et Romana sont à la recherche de la troisième morceau de la Clef du Temps. Celle-ci se trouve sur Terre, dans la région anglaise des Cornouailles, non loin d'un site de cromlechs. Le Docteur tombe alors sur un étrange culte druidique, ainsi que sur deux archéologues qui lui viennent en aide.

## Distribution
- Tom Baker — Le Docteur
- Mary Tamm — Romana
- John Leeson —  Voix de K-9
- Beatrix Lehmann — Le Professeur Emilia Rumford
- Susan Engel — Vivien Fay
- Nicholas McArdle — De Vries
- Elaine Ives-Cameron — Martha
- James Murray, Shirin Taylor — Les Campeurs
- David McAlister, Gerald Cross — Voix des Megaras

## Résumé
Le Docteur et Romana arrivent sur Terre, dans les Cornouailles où ils pensent mettre la main sur la troisième partie de la Clef du Temps. Ils arrivent au milieu d'un site où se dressent des menhirs appelés les "neuf voyageurs" et font rapidement la connaissance d'une vieille archéologue, le professeur Amelia Rumford et de son assistante, Vivien Fay. Se rendant compte qu'il se passe des choses étranges sur ce site, le Docteur rencontre De Vries, le leader d'une secte druidique locale habitant Boscombe Hall, un ancien couvent. Mais celui-ci l'assomme et tente de le sacrifier à Cailleach, la déesse de la guerre et de la magie. Alors qu'il est sauvé par l'arrivée du professeur Rumford, Romana se fait pousser d'une falaise par une copie du Docteur.
Celui-ci réussi à la sauver après avoir appelé K-9. De retour à Boscombe Hall, le Docteur découvre De Vries et sa servante tués, et, se retrouve face à une pierre géante qui mettra K-9 hors d'état. Celui-ci va pourtant réussir à analyser les pierres et informer le Docteur qu'elles sont vivantes et ont besoin de sang pour survivre. À la recherche du portrait des anciens propriétaires de Boscombe Hall, le Docteur découvre que ceux-ci représentent Vivien Fay, présente depuis 700 ans au monastère. Celle-ci dirige des êtres de pierre, les Ogris, venue de la planète Ogros. Croisant Romana, elle la téléporte dans un vaisseau situé dans un hyperespace situé entre le monde réel et l'espace.
Grâce à l'aide du professeur Rumford, et d'une machine de son invention, le Docteur parvient à se téléporter dans le vaisseau et à délivrer Romana. Il s'avère que le vaisseau était en réalité un vaisseau de condamné et en libérant une porte, le Docteur et Romana libèrent des entités extra-terrestres, les Mégaras. Ceux-ci sont des êtres sans corps, créés afin de rendre la justice. Hélas, sur Terre, Vivien détruit la machine, les piégeant dans le vaisseau, tandis que les Ogris s'attaquent à des campeurs afin de se nourrir de leur sang.
Pour avoir libéré les Megaras et brisés leur sceau, le Docteur est jugés par eux et il tente par tous les moyens de se défendre. Il découvre que Vivien est une criminelle du nom de Cessair de Diplos amenée dans le vaisseau pour être jugée 4.000 ans auparavant mais il n'arrive pas à prouver sa culpabilité. Condamné à la peine capitale par les Megaras, le Docteur trouve le moyen d'entraîner Vivien avec lui, la blessant. Forcés d'examiner sa mémoire afin de la soigner, les Megaras découvrent sa véritable identité. Jugée sur la base de ses souvenirs, Vivien est condamnée à être transformée en pierre par les Mégaras, devenant une des pierres du cercle. Avant sa pétrification, le Docteur lui retire son collier, le sceau de Diplos, qui se trouve être la troisième partie de la Clef du Temps.

### Continuité
- L'épisode continue l'arc narratif autour de la Clef du Temps entamé avec l'épisode « The Ribos Operation » et commence juste après la fin de « The Pirate Planet », Romana n'ayant pas trouvé le temps de se changer.
- L'épisode suggère que le conseiller Borusa, qui a recruté Romana, n'était autre que le Gardien Blanc, déguisé.
- Parmi les cadavres trouvés dans le vaisseau en hyperespace, on peut trouver un Wirrn (« The Ark in Space ») et un androïde Kraal (« The Android Invasion. »)
- Le Docteur affirme avoir conseillé Albert Einstein sur la théorie de la relativité. On retrouve le scientifique dans des épisodes comme « Time and the Rani » et « Death is the Only Answer » où celui-ci affirme connaître le Docteur.